# Fabio Lanzoni
Fabio Lanzoni, även känd som Fabio, född 15 mars 1959 i Milano, Italien, är en fotomodell som etablerat sig som en personlighet inom samtida populärkultur.
Fabio Lanzoni tjänstgjorde i den italienska armén innan han flyttade till USA, där han sedan bott kvar. Han började arbeta som modell, särskilt för fotografier till omslagen på böcker inom romantikgenren. Efter att ha blivit ett känt ansikte bland läsare av romantikböcker lanserades Lanzoni själv som författare, även om böckerna vanligen producerats av spökskrivare. Detta ledde till att han blev förmögen och även ett namn i vidare kretsar.
Då och då har Fabio Lanzoni dykt upp i filmer, där han oftast spelat sig själv. Han har även gjort reklam och bland annat medverkat i I Can't Believe It's Not Butter, som var en stor kampanj i USA. Han har vidare medverkat i den internationella såpan Glamour, samt deltagit två gånger i den svenska TV-serien High Chaparall med Filip och Fredrik. 
Lanzonis popularitet grundar sig i hans fysik och utseende men även hans kitschiga stil och materialism, som många uppfattar som underhållande. Den kitschiga stil som Fabio personifierar brukar i USA kallas för camp.
Den 30 mars 1999 uppmärksammades Fabio efter att ha fått en lågflygande fågel i ansiktet under en åktur i en berg- och dalbana. Fågeln, som enligt en av gästerna var en gås, kraschade in i Fabio under ett fall på 64 meter, och lämnade ett 2,5 cm långt rivsår på modellens näsa. Efter att turen avslutats fördes han till Williamsburgs sjukhus där han omedelbart blev behandlad och efter en kort tid hemskickad.
Han är ägare till 150 motorcyklar och besökte Hultsfredsfestivalen år 2006.